# Palau Soccer League 2004
Palau Soccer League 2004 – pierwszy sezon rozgrywek piłkarskich w Palau, organizowany przez Palau Soccer Association. Zwycięzcą ligi został klub Daewoo Ngatpang.

## Klasyfikacja końcowa
| Poz. | Drużyna                    | M | W | R | P | Bramki | Bramki | +/- | Pkt | Uwagi                  |
| ---- | -------------------------- | - | - | - | - | ------ | ------ | --- | --- | ---------------------- |
| 1    | Daewoo Ngatpang            | 3 | 2 | 1 | 0 | 6      | 4      | +2  | 7   | Kwalifikacja do finału |
| 2    | Mount Everest Nepal        | 3 | 1 | 1 | 1 | 5      | 5      | 0   | 4   | Kwalifikacja do finału |
| 3    | Palau Track and Field Team | 3 | 1 | 2 | 0 | 6      | 8      | -1  | 3   |                        |
| 4    | Team Bangladesh F.C.       | 3 | 1 | 0 | 2 | 6      | 8      | -2  | 3   |                        |

## Najlepsi strzelcy
| Poz. | Zawodnik      | Klub                       | Gole |
| ---- | ------------- | -------------------------- | ---- |
| 1    | Tony Ililau   | Palau Track and Field Team | 4    |
| 2    | Mai Xuan Tan  | Daewoo Ngatpang            | 2    |
| 3    | Humayon Kabir | Team Bangladesh            | 1    |
| 3    | Shak Hat      | Mount Everest Nepal        | 1    |
| 3    | Buddhi Besnet | Mount Everest Nepal        | 1    |